# Bal'ad
Bal'ad o Balad (en idioma somalí: Degmada Balcad) es un distrito de la región de Shabeellaha Dhexe en Somalia. Se encuentra a unos 35 kilómetros al noreste de Mogadiscio. Su capital es la localidad del mismo nombre. El distrito posee un área de 4400 kilómetros cuadrados con una población estimada de 642 000 habitantes —hacia 2005 se estimaba una población de 120 434 habitantes— y 82 aldeas.